# Оспеміфен
Оспеміфен (англ. Ospemifene), що продається під торговими марками «Осфена» та «Сеншіо» компанією «Shionogi» — пероральний препарат, призначений для лікування диспареунії, з якою стикаються деякі жінки, частіше у постменопаузальному періоді. Оспеміфен є селективним модулятором естрогенових рецепторів, що діє подібно до естрогену на вагінальний епітелій, збільшуючи товщину стінок піхви, що, у свою чергу, зменшує біль, пов'язаний з диспареунією. Диспареунія найчастіше спричинюється атрофією вульви та піхви. Препарат був схвалений FDA у лютому 2013 року, та Європейською комісією для продажу в ЄС у січні 2015 року.

## Медичне використання
Оспеміфен використовується для лікування диспареунії. У США препарат показаний для лікування помірної та тяжкої диспареунії, синдрому атрофії вульви та піхви, спричиненої менопаузою. У ЄС оспеміфен показаний для лікування помірної та тяжкої симптоматичної диспареунії у жінок у постменопаузі, яким не показана місцева вагінальна естрогенна терапія.

## Протипоказання
Жінкам з недіагностованою аномальною статевою кровотечею; відомою або підозрюваною естрогензалежною неоплазією; активним або в анамнезі тромбозом глибоких вен; легеневою емболією; артеріальною тромбоемболією; а також вагітним або тим, які можуть завагітніти, або з відомим або підозрюваним раком молочної залози, або з тяжкою печінковою недостатністю", не слід приймати оспеміфен. Це не повний перелік протипоказань препарату.

## Побічні ефекти
Побічні ефекти, пов'язані з оспеміфеном, включають вагінальні виділення, припливи крови та пітливість. Більш серйозні побічні ефекти подібні до ефектів естрогенів та модуляторів естрогенових рецепторів. До них належать, але не обмежуються, тромбоемболія, алергічні реакції, втома та головний біль, а також можуть виникнути іншіпобічні явища. Існують й інші додаткові побічні ефекти.
Оспеміфен є селективним модулятором рецепторів естрогену. Таким чином, багато ефектів, що викликаються естрогенами, викликаються оспеміфеном. Обрамлене застереження щодо препарату вказує на те, що оспеміфен може потовщувати ендометрій, що може призвести до незвичайних кровотеч та раку ендометрію. Для жінок, які приймають естрогени, одночасний прийом препарату, який називається прогестин, зменшує частоту гіперплазії ендометрію. Теоретично, можна очікувати, що прогестини послаблюють вплив оспеміфену на потовщення ендометрію. Однак клінічні дослідження, що підтверджують це, не проводилися. Як і естрогени, оспеміфен також може підвищувати ризик серцево-судинних подій, включаючи інсульт, ішемічну хворобу серця, венозну тромбоемболію та інші. Ризик тромботичних та геморагічних інсультів оцінюється як 0,72 та 1,45 на 1000 жінок, тоді як ризик тромбозу глибоких вен оцінюється в 1,45 на 1000 жінок. Ризики цих побічних ефектів у жінок, які приймають оспеміфен, нижчі, ніж у жінок, які приймають лише естроген у формі пероральних кон'югованих естрогенів. Дослідження не задокументували відносний ризик порівняно з жінками, які приймають естроген/прогестинову терапію.

## Фармакологія

### Фармакодинаміка
Оспеміфен — це агоніст/антагоніст естрогену, який робить вагінальні тканини товщими та менш крихкими, що призводить до зменшення болю, який жінки відчувають під час статевого акту. Цей препарат слід використовувати протягом якомога коротшого періоду часу через пов'язані з ним побічні ефекти. Оспеміфен може не мати негативного впливу на коагуляцію, на відміну від естрогенів та інших естрогенових рецепторів, таких як тамоксифен та ралоксифен.
Також було проведено аналіз зв'язування для вимірювання спорідненості оспеміфену до естрогенових рецепторів (естрогенового рецептора α та естрогенового рецептора β). Дослідження показало, що оспеміфен зв'язується з строгеновими рецепторами α та E з подібною спорідненістю. Оспеміфен зв'язується з естрогеновими рецепторами з нижчою спорідненістю, ніж естрадіол. Було показано, що оспеміфен є антагоністом трансактивації, опосередкованої естрогеновими рецепторами, на клітинах MCF-7, що, на думку авторів, вказує на антиестрогенну активність у клітинах раку молочної залози.

### Фармакокінетика
Фармакокінетика оспеміфену була дозозалежною в діапазоні доз від 10 до 800 мг/добу.

## Історія

### Процес схвалення
Компанія «Hormos Medical Ltd.», що входить до складу «QuatRx Pharmaceuticals», 19 січня 2005 року подала патентну заявку на тверду лікарську форму оспеміфену. У березні 2010 року «QuatRX Pharmaceuticals» ліцензувала оспеміфен компанії «Shionogi & Co.», Ltd. для клінічної розробки та маркетингу. Заявку на новий лікарський засіб було подано до FDA 26 квітня 2012 року. Поправки до заявки на на новий лікарський засіб були подані в червні, липні, серпні, жовтні та листопаді 2012 року, а також у січні та лютому 2013 року. Зрештою, FDA схвалило препарат 26 лютого 2013 року. Оспеміфен (під торговою маркою «Сеншіо») згодом був схвалений Європейською комісією для маркетингу в ЄС у січні 2015 року.

### Доклінічні та клінічні дослідження
Доклінічні випробування проводилися на щурах з проведеною оварієктомією для моделювання менопаузи.
Пероральний оспеміфен порівнювали з ралоксифеном (інший селективний модулятор естрогенових рецепторів), його метаболітами 4-гідроксиоспеміфеном та 4'-гідроксиоспеміфеном, естрадіолом та оспеміфеном, що вводився у вигляді вагінальних супозиторіїв. Естрадіол використовували як позитивний контроль, а ралоксифен використовували, оскільки він належить до того ж класу препаратів, що й оспеміфен. Були протестовані багаторазові дози перорального оспеміфену. Було виявлено, що 10 мг/кг/день оспеміфену спричинювало більше збільшення ваги піхви та висоти вагінального епітелію, ніж 10 мг/кг/день ралоксифену. Вага піхви збільшилася в 1,46 раза після двотижневого лікування оспеміфеном у дозі 10 мг/кг/день. Кількість рецепторів прогестерону була збільшена у вагінальній стромі та епітелії, що вказує на те, що оспеміфен має естрогенну активність.
Було проведено два 12-тижневі клінічні дослідження ІІІ фази для оспеміфену. В одному оцінювався вплив оспеміфену на товщину, склад та pH вагінальної тканини. В іншому оцінювався вплив оспеміфену на вагінальні тканини та симптоми диспареунії. Між двома дослідженнями вимірювалися 4 ознаки та симптоми. До них належали 3 ознаки, пов'язані з тканинами, 2 з яких представляли гістологічні зміни у вагінальній тканині (зміна відсотка парабазальних клітин та зміна відсотка поверхневих клітин), а третя — зміна pH вагіни". Диспареунію оцінювали в одному з досліджень. Це визначалося як «зміна найбільш неприємного симптому» дискомфорту під час сексуальної активності та додатково обмежувалося симптомами сухості піхви або болю у піхві". Оспеміфен спричинював більше змін у тканинах піхви та більше зменшення симптомів диспареунії, ніж плацебо. У дослідженні також спостерігалося співвідношення доза-відповідь; оспеміфен 60 мг мав більшу ефективність, ніж оспеміфен 30 мг. Безпека також оцінювалася в цих дослідженнях третьої фази. При застосуванні оспеміфену порівняно з плацебо спостерігалося збільшення частоти припливів на 5,2 %, збільшення інфекцій сечовивідних шляхів на 1,6 % та збільшення частоти головного болю на 0,5 %. Одне з досліджень ІІІ фази було рандомізованим, подвійним сліпим плацебо-контрольованим дослідженням за участю 826 жінок у постменопаузі. Пацієнтки дослідження повинні були мати один або декілька симптомів вульвовагінальної атрофії помірного або тяжкого характеру з менш ніж 5 % клітин, які були поверхневими при дослідженні вагінального мазка та pH піхви щонайменше 5,0. Це дослідження не кількісно визначало полегшення диспареунії як показник результату дослідження. Інше дослідження ІІІ фази було проведено за участю 605 жінок віком від 40 до 80 років, яким було діагностовано атрофію вульви і вагіни, і найгіршим симптомом яких була диспареунія.

## Суспільство та культура

### Економіка
У першій половині 2013 фінансового року торгова марка «Осфена» отримала дохід у розмірі 0,1 млрд єн, що приблизно еквівалентно 974944 доларам США. Коли «Осфена» була виведена на ринок, прогнозувалося, що вона заробить 495 мільйонів доларів у 2017 році.